# Tlepolemoides vadoni
Tlepolemoides vadoni là một loài bọ cánh cứng trong họ Cerambycidae.